# オリバー郡 (ノースダコタ州)
オリバー郡（英: Oliver County）は、アメリカ合衆国ノースダコタ州の中央部西に位置する郡である。2010年国勢調査での人口は1,846人であり、2000年の2,065人から10.6％減少した。郡庁所在地はセンター市（人口571人）であり、同郡で人口最大の自治体でもある。

## 歴史
オリバー郡は1885年にダコタ準州議会が創設し、同年5月18日に組織化された。郡名はノースダコタ州リスボン出身で、当時ダコタ準州下院議員を務めていたハリー・S・オリバー（1855年-1909年）に因んで名付けられた。郡庁所在地は1885年から1902年までサンガーにあったが、その後はセンター市にある。

## 地理
アメリカ合衆国国勢調査局に拠れば、郡域全面積は731平方マイル (1,894 km2)であり、このうち陸地は724平方マイル (1,874 km2)、水域は8平方マイル (20 km2)で水域率は1.05％である。

### 主要高規格道路
- ノースダコタ州道25号線
- ノースダコタ州道31号線
- ノースダコタ州道48号線
- ノースダコタ州道1806号線
- ノースダコタ州道200A号線

### 隣接する郡
- マクレーン郡 - 北東
- バーリー郡 - 東
- モートン郡 - 南東
- マーサー郡 - 西、北

## 人口動態
以下は2000年の国勢調査による人口統計データである。
| 基礎データ - 人口: 2,065人 - 世帯数: 791 世帯 - 家族数: 604 家族 - 人口密度: 1人/km2（3人/mi2） - 住居数: 903軒 - 住居密度: 0軒/km2（1軒/mi2） 人種別人口構成 - 白人: 97.58% - アフリカン・アメリカン: 0.15% - ネイティブ・アメリカン: 1.26% - アジア人: 0.10% - 混血: 0.92% - ヒスパニック・ラテン系: 0.63% 先祖による構成 - ドイツ系：59.2％ - ノルウェー系：13.6％ - アメリカ人：6.5％ 年齢別人口構成 - 18歳未満: 27.4% - 18-24歳: 4.7% - 25-44歳: 23.5% - 45-64歳: 30.1% - 65歳以上: 14.2% - 年齢の中央値: 42歳 - 性比（女性100人あたり男性の人口） - 総人口: 1075 - 18歳以上: 106.2 | 世帯と家族（対世帯数） - 18歳未満の子供がいる: 35.5% - 結婚・同居している夫婦: 69.2% - 未婚・離婚・死別女性が世帯主: 3.9% - 非家族世帯: 23.6% - 単身世帯: 21.0% - 65歳以上の老人1人暮らし: 10.7% - 平均構成人数 - 世帯: 2.61人 - 家族: 3.05人 収入と家計 - 収入の中央値 - 世帯: 36,650米ドル - 家族: 45,430米ドル - 性別 - 男性: 40,577米ドル - 女性: 19,015米ドル - 人口1人あたり収入: 16,271米ドル - 貧困線以下 - 対人口: 14.9% - 対家族数: 11.2% - 18歳未満: 23.6% - 65歳以上: 13.9% |

## 都市と町

### 都市
- センター - 郡庁所在地

注: ノースダコタ州の法人化された自治体は、その大きさに拠らず全て「市」になる

### その他の町
- ハノーバー
- サンガー